# Herbert Budzislawski

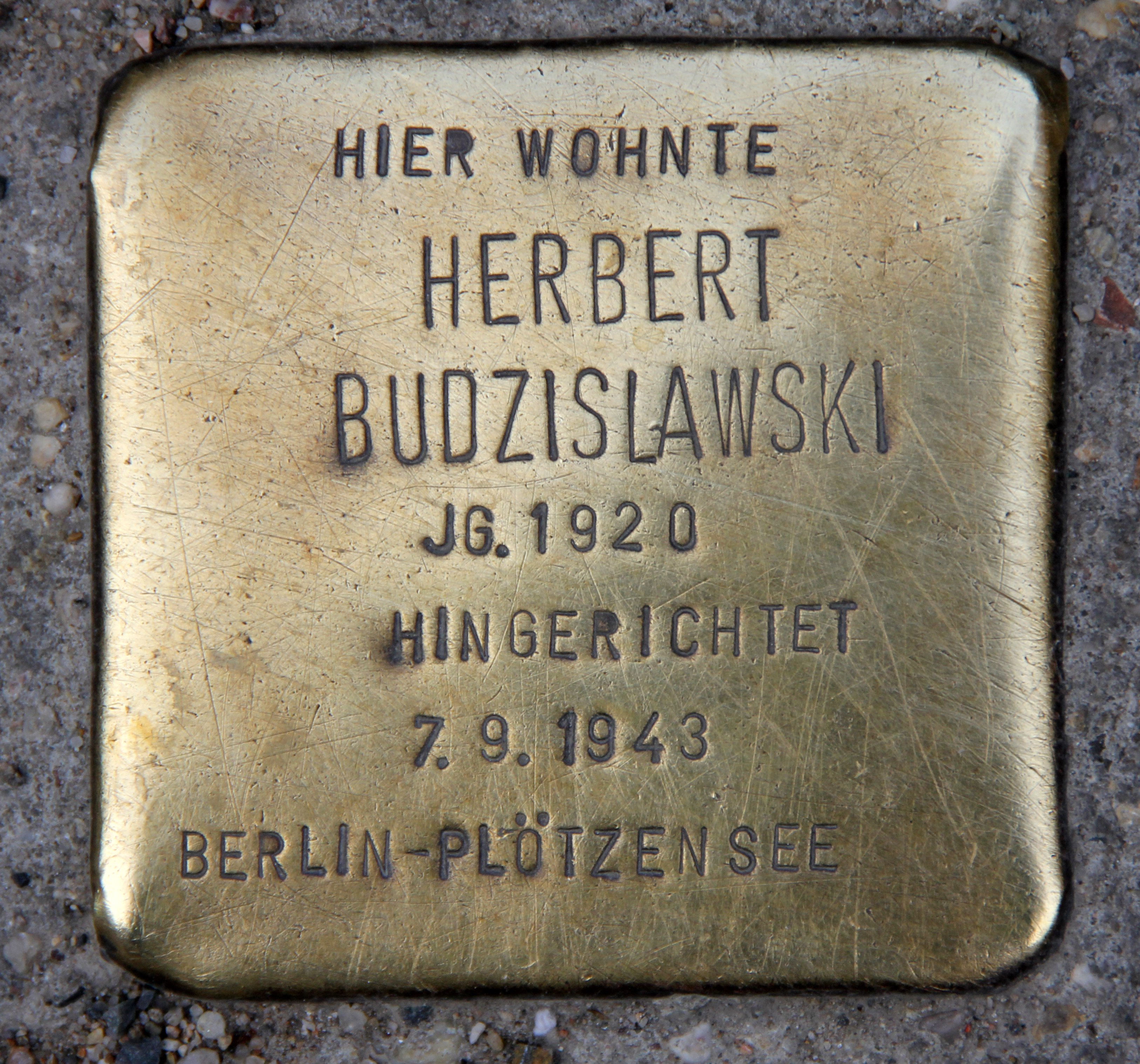
Stolperstein, Große Hamburger Straße 16, in Berlin-Mitte

Herbert Budzislawski (* 30. Dezember 1920 in Berlin; † 7. September 1943 Berlin-Plötzensee; auch Herbert Budzislawsky) war ein Widerstandskämpfer gegen den Nationalsozialismus.
Herbert Budzislawski gehörte der Gruppe Herbert Baum an, einer Widerstandsorganisation in Berlin. Er entstammte einer Berliner Kaufmannsfamilie des religiösen liberalen Judentums. In seiner frühen Jugend war er Mitglied der Jüdischen Jugendschar und dem Bund deutsch-jüdische Jugend. Über das Ehepaar Martin und Sala Kochmann erhielt er Kontakt zur Gruppe Herbert Baum. Mit der Gruppe verband ihn die kommunistische Überzeugung und Mitgliedschaft in verschiedenen Organisationen.
Nach dem gelungenen Anschlag auf die antikommunistische Propagandaausstellung Das Sowjetparadies am 18. Mai 1942 im Berliner Lustgarten wurde die Gruppe enttarnt und Budzislawski wurde mit vielen anderen Mitgliedern verhaftet. Nach seiner Verurteilung wurde er in Plötzensee hingerichtet.
Im Gegensatz zu den anderen Mitgliedern hatte er seine homosexuellen Neigungen ausgelebt und damit gleichzeitig gegen mehrere Konventionen, welche die Gesetze des Dritten Reichs setzten, verstoßen.

## Stolperstein
An  Herbert Budzislawski erinnert ein Stolperstein, der vor seiner letzten Adresse in der Berliner Spandauer Vorstadt, Große Hamburger Straße 15/16, in den Bürgersteig eingelassen ist.

## Gedenksteine

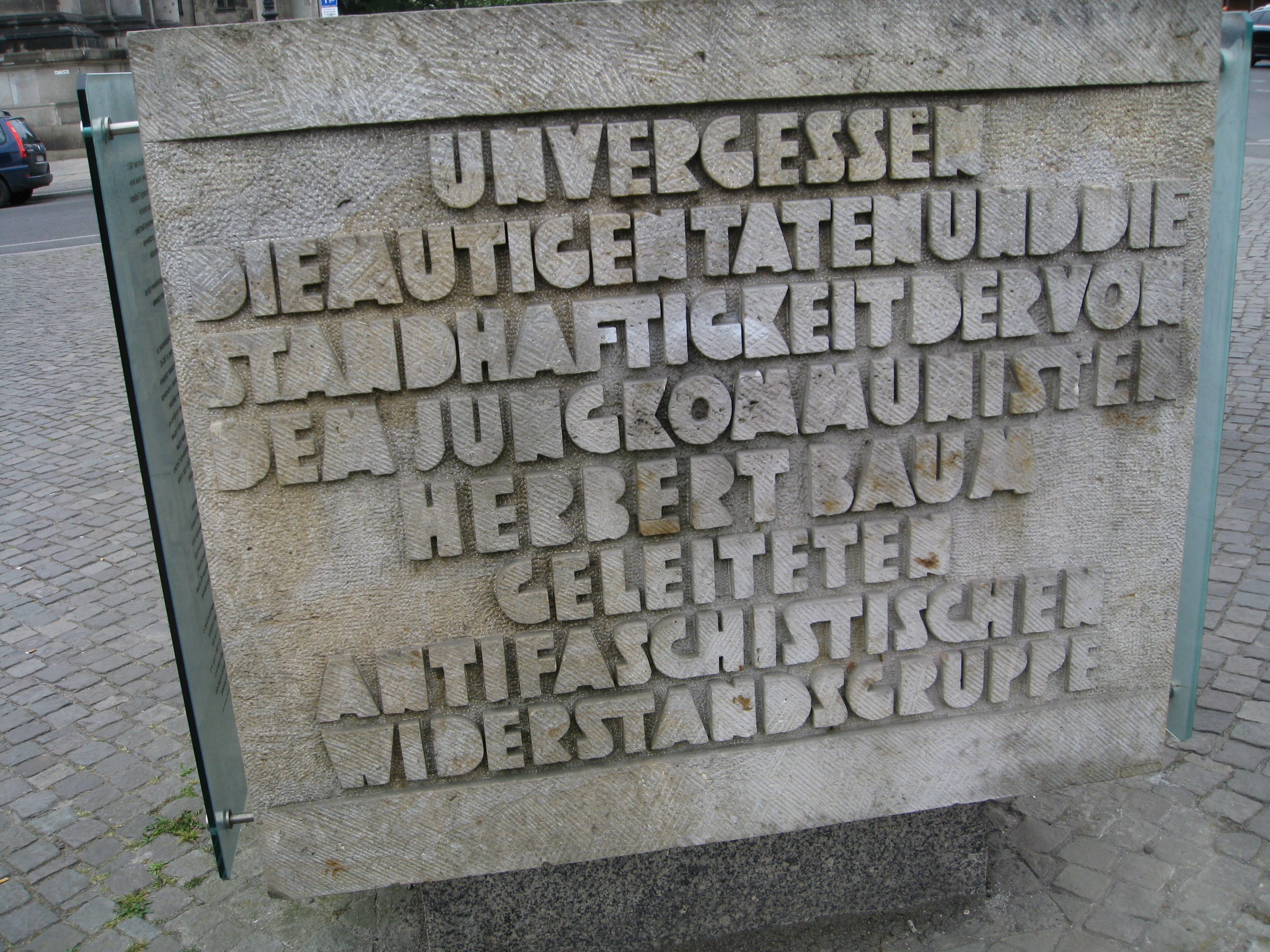
Der Berliner Gedenkstein im Lustgarten

Heute erinnern zwei der Baum-Gruppe gewidmete Gedenksteine in Berlin namentlich auch an Herbert Budzislawski.
1. Gedenktafel in Berlin auf dem Jüdischen Friedhof Weißensee (Eingang: Markus-Reich-Platz)[4]
2. Dieser von Bildhauer Jürgen Raue gestaltete Gedenkstein wurde 1981 im Auftrag des Magistrats von Berlin (Ost) ohne nähere Informationen über die Widerstandsaktion im Lustgarten aufgestellt[5]